# Voltaggio (famiglia)
Voltaggio (oggi Vultaggio), anche nelle forme arcaiche ericine de Vultagio, di Vultagio ed a Genova di Voltaggio e de Vultabio, è il nome di un’antica famiglia Notabile italiana, le cui notizie risalgono fino all’anno mille. Con una forte identità religiosa tanto da avere vari personaggi che, nel corso dei secoli, oltre a dedicarsi al commercio ed alle vicende politiche della Repubblica di Genova, hanno partecipato ad alcune crociate e si sono schierati sempre dalla parte del Papa e mai con l'Imperatore, soprattutto nelle lotte tra Guelfi e Ghibellini. Dal XIII secolo un ramo si trasferì in Sicilia, precisamente ad Erice, creando diversi rami a Trapani e Palermo. Anche se non c’è una reale prova che la famiglia siciliana e la famiglia genovese siano realmente collegate, ma alcuni documenti sembrerebbero attestarlo. 

## Origini leggendarie sul cognome
La leggenda riguarda il presunto capostipite della famiglia e la certezza che prima dell'anno mille la famiglia utilizzasse un altro nome per identificarsi. Questa leggenda vorrebbe far risalire il casato, tramite il suo presunto capostipite Guglielmus Porcus de Vultabio, sino all’antica famiglia genovese 'de Porcii'. 
Questo nomen è derivato dalle attività della famiglia che si basavano prevalentemente sull'allevamento dell'animale in questione. "Porcii, famiglia nobile et antichissima, l'origine dei quali è in Genova immemorabile, nessuno storico che riesca a definirla", così lo storico settecentesco, Agostino Della Cella, definisce la famiglia 'de Porcii', che, si crede, essere stato il cognome della famiglia Vultabio prima dell'anno mille.
Prima di prendere il cognome “de Vultabio”, la famiglia si identificava con un altro nome. A sostegno di questa tesi, infatti, troviamo un personaggio, realmente esistito, nato nell’anno mille, un certo Guglielmus Porcus de Vultabio, il quale nel 1127 risulta essere nominato, direttamente dalla Repubblica di Genova, come primo Castellano di due castelli costruiti in quegl'anni, quello di Voltaggio e quello di Fiacone (oggi Fraconalto).
Guglielmus Porcus de Vultabio sembra essere il primo personaggio attestato con il cognome "de Vultabio". Originariamente, quindi, la famiglia sembra identificarsi con il nomen Porcus e, solo successivamente, un ramo lo abbandonò per identificarsi con il nome del borgo.

## Le origini a Genova dei di Voltaggio - de Vultabio
Le prime notizie documentate si hanno intorno all'anno mille, quando la famiglia fa parte della piccola nobiltà cittadina del borgo ligure di Voltaggio, indicata negli atti del notaio Urso de Sigestro (XIV secolo) come una fra le più antiche stirpi del paese.
A distinguersi è Guglielmo di Voltaggio, annotato anche con il cognome de Vultabio, molto probabilmente nipote del nobile castellano Guglielmus Porcus de Vultabio. Guglielmo di Voltaggio o de Vultabio è maestro e commendatore nell'Ordine dei cavalieri di Malta. Nel 1180 fonda la Commenda di San Giovanni di Pré e, nel 1225, viene nominato procuratore e ambasciatore della Repubblica di Genova. Nel 1228, invece, è ambasciatore della Repubblica di Venezia.
Alla famiglia appartengono anche cariche consolari, come è testimoniato negli Annali del Caffaro: Niccolò, già notaio a Genova nel 1230 quando risulta aver redatto la sentenza per alcuni possedimenti contro Alessandria in favore di Genova, nel 1248 è nominato Console de' placiti o delle cause forensi della Repubblica di Genova (chiamati anche consoli "del palazzo di mezzo"). Nel 1249 Napoleone di Voltaggio è Console de' placiti, nel 1263 risulta essere uno degli otto nobili del podestà e, lo stesso anno, è inviato come ambasciatore a Roma da Papa Urbano IV. 
Intorno al XIII secolo membri della famiglia operarono anche nel commercio: Girolamo nel 1236 commercia grano da Arles a Narbona mentre Guglielmo si sposta dalla Provenza alla Siria in qualità di mercante. 
Con la riforma degli alberghi genovesi ed il consorzio tra le famiglie (Albergo dei Nobili), nel XV secolo, la famiglia venne ascritta ai Fattinanti ed indicati come guelfi e nel 1528 passarono ai Grillo (famiglia).

### Personaggi dei di Voltaggio - de Vultabio a Genova
Sul volume delle famiglie genovesi, scritto da Agostino Della Cella, troviamo un ampio elenco di personaggi di questa famiglia: nel 1264 Oberto risulta essere uno dei dodici anziani del Comune (antica carica di consigliere del podestà che spettava solo a figure di primo piano del territorio); nel 1309 Rufino è indicato come Abbate del popolo di Genova; nel 1319 Bertolino è uno dei 12 anziani sotto la Signorìa del re Roberto di Napoli; nel 1360 Giovanni, di professione speziale, è uno dei 12 anziani sotto il duce Boccanigra; nel 1366 Francesco è uno dei 12 anziani sotto il duce Gabriel Adorno, stessa carica ricoperta anche nel 1368 come appare nelle convenzioni fatte dalla Repubblica di Genova con l'imperatore Carlo IV di Lussemburgo; nel 1417 Nicolao è Priore dei 12 anziani del Comune; nel 1418 Bartolomeo è uno dei 12 anziani del Comune; nel 1430 Tomaso è uno dei 12 anziani sotto la Signorìa della famiglia Visconti; nel 1438 Giovanni riceve il decreto di cittadinanza in qualità di medico genovese; nel 1460 Martino è uno dei 12 anziani sotto la Signorìa di Francia e nel 1466–1469 è uno dei 12 anziani sotto la Signorìa degli Sforza di Milano; nel 1487 Pellegro risulta essere uno dei partecipanti genovesi alla guerra contro i fiorentini; nel 1500 Giovan Battista risulta essere inserito nel gran consiglio dei mercanti; nel 1528 i nobili Bartolomeo, Vincenzo, Simone e Giacomo si alleano e si aggregano alla famiglia Grillo (famiglia) (i discendenti di questo ramo assunsero il cognome Voltaggio Grillo e nel 1614 furono ascritti al libro d'oro nobiliare; nel 1576 invece Alessandro siede nel gran consiglio dei 400. A dire dello storico Agostino Della Cella, autore del volume, nel 1657 il ramo nobile genovese si crede estinto a causa della pestilenza, ma diversi rami cadetti sembrano essere in vita, alcuni con alterne fortune fra cui medici, artigiani e cittadini.

## I de Vultagio - Vultaggio di Sicilia
Nel 1262 Guglielmo di Voltaggio (annotato anche come de Vultabio o Vultabio) risulta essere castellano del Castello del Colle nella località di Ventimiglia, detenendo così il potere civile, militare e giudiziario. Nel 1263, lo stesso Guglielmo si recò da Rainero, guardiano dei Frati Minori di Ventimiglia, per prendere la croce e recarsi al Santo Sepolcro come crociato, come risulta anche da alcuni atti del notaio Giovanni di Amandolesio del 3-4 maggio 1263. 
Guglielmo è considerato il capostipite del ramo siciliano ad Erice. I cavalieri crociati, al ritorno dall'ottava crociata guidata da Luigi IX e Carlo I d'Angiò, approdarono a Trapani. Proprio Guglielmo è citato e annotato con il cognome de Vultagio in alcuni atti del 1297-1300 del notaio di Erice Giovanni Majorana, come sposo di Isabella de Aydone, da cui nacquero vari figli di cui non sono ben certi i nomi, tra cui Alemanno, Alegrancia, Giovanna e Pietro.
In Erice il cognome ha subìto variazioni, passando da di Voltaggio a de Vultagio e ancora da di Vultagio a Vultagio fino a raggiungere la forma finale Vultaggio dal XVI secolo in poi.

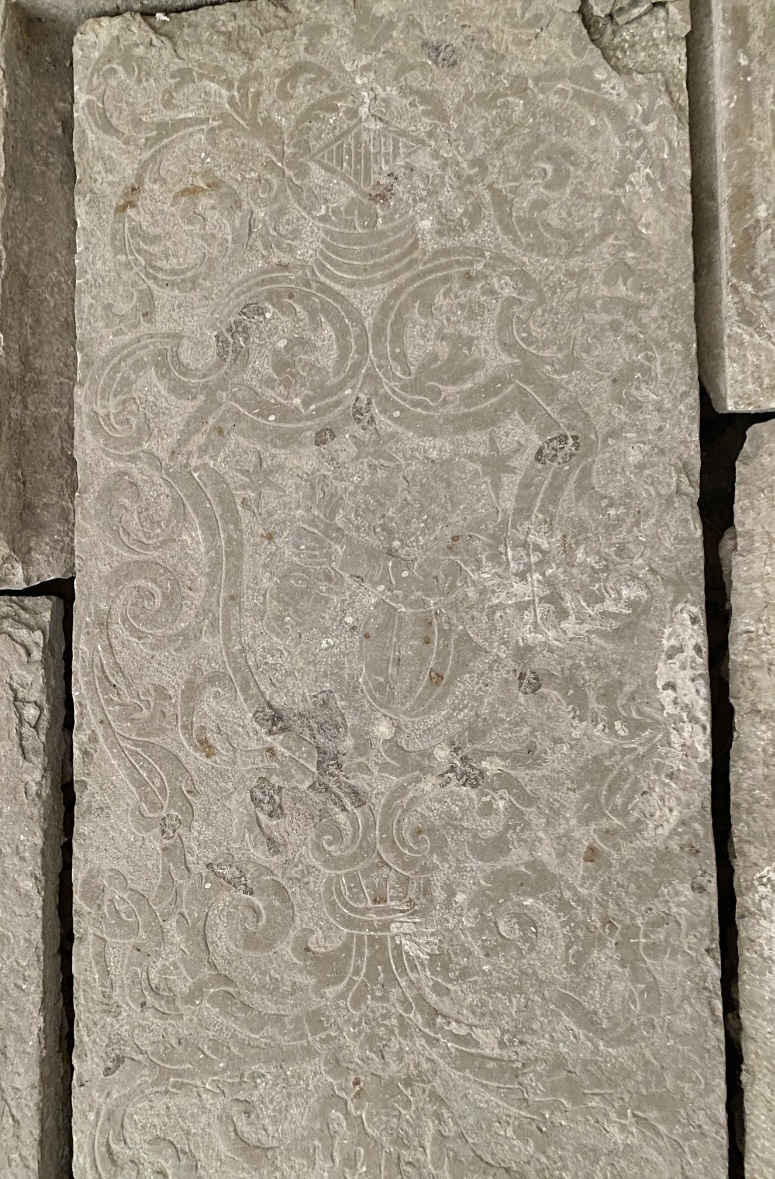
Antica lapide con lo stemma dei Vultaggio (luogo: Chiesa di San Giuliano ad Erice)

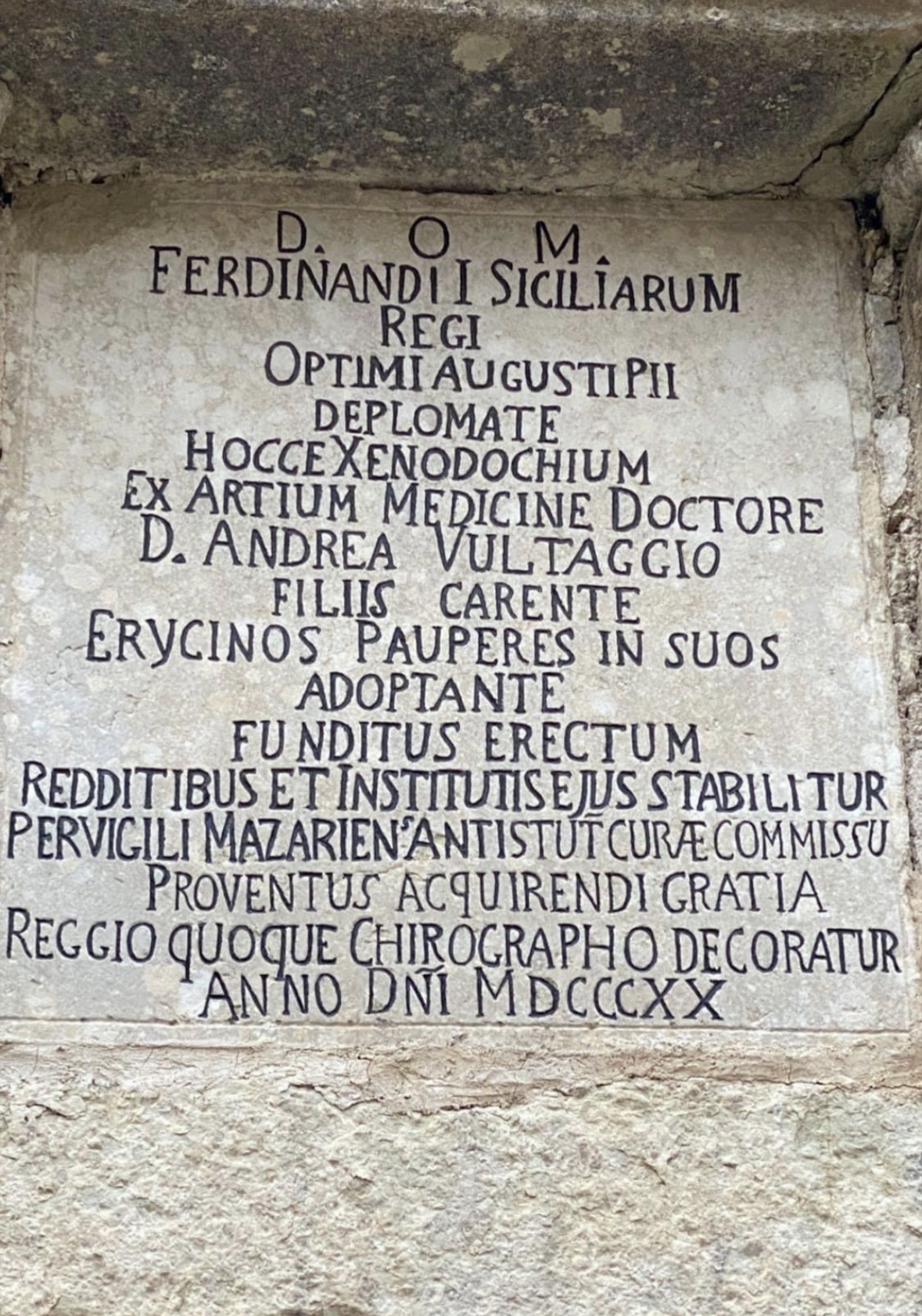
Lapide nel prospetto del palazzo di Andrea Vultaggio, che nel 1820 fu donato dallo stesso Andrea alla comunità ericina, dove costruì un nuovo ospedale (dal libro "Erice Sacra" di Giuseppe Castronovo)

### Personaggi della famiglia in provincia di Trapani
In Erice troviamo Francesco de Vultaggio giurato (facente parte del potere legislativo del territorio) di Erice nel 1405. Un altro Francesco di Vultaggio è stato ambasciatore presso il re Alfonso il Magnanimo nel 1447, mandato dall'Università di Monte San Giuliano.
Un altro Francesco de Vultaggio è giurato di Erice nel 1446–1448 e capitano giustiziere a Marsala. Simone di Vultaggio è giurato di Erice negli anni 1450-1459. Nel 1454 Andrea di Vultaggio è giudice civile ad Erice e giurato negli anni 1451-1458-1463-1467-1473. 
Nicolò di Vultaggio giurato di Erice negli anni 1480-1487 e nel 1488 giurato a Marsala, dove ha ricoperto anche la carica di capitano di giustizia nel 1495. Nel 1488 Berardo di Vultaggio è capitano di giustizia (detto anche capitano giustiziere) di Salemi. 
Antonio Vultaggio che nel 1512 è capitano giustiziere di Marsala. Un altro Antonio Vultaggio, invece, possedette il diritto del grano sopra il porto di Girgenti, Siculiana e Montechiaro, di cui ottenne investitura l’8.11.1511 e il 6.1.1516.
Paolo Vultaggio che nel 1602 possedeva il territorio denominato 'Lo Celso di Busiti'. Antonio Vultaggio è stato notaio e giudice civile ad Erice negli anni 1595-1604-1618. Giuseppe Vultaggio giudice criminale nel 1604-1606-1618-1639. Pietro Vultaggio dottore in utroque iure ad Erice nel 1650.
Nicolò Vultaggio è stato un inventore e costruttore. Scrisse, nel 1686, un libro col quale volle portare l’industria della pratica in casa dei cittadini trapanesi, per lo più analfabeti. Il libro fu diviso in due parti: nella prima parte trattò le regole di costruzione delle botti, con un metodo più spedito e di facile lavoro; nella seconda parte trattò il meccanismo delle tonnare. Basò i suoi ragionamenti sopra i dogmi invariabili della geometria, migliorò anche alcuni strumenti.
Tra il 1500 e la fine del 1600 si avvicendarono diversi notai di un ramo della famiglia, a partire da Antonio Vultaggio continuando con il figlio Giuseppe (detto il moro) che ricoprì il ruolo notarile ad Erice alla fine del 1500, con i nipoti, i notai Antonio e Francesco Vultaggio (detto seniore), il bisnipote Giuseppe ed il trisnipote Francesco Vultaggio (detto minore per differenziarlo dal nonno).
Andrea Vultaggio, dottore in medicina, nel 1800 donò il suo palazzo ericino al Comune di Monte San Giuliano per costruire il primo ospedale del territorio.

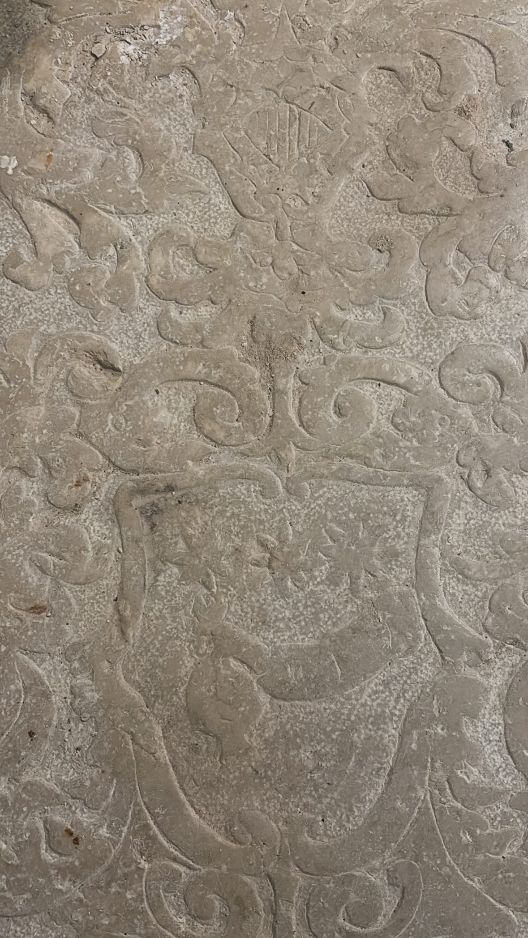
Antica lapide riguardante lo stemma dei Vultaggio. Questa si trova all'interno della Chiesa di San Giuliano ad Erice.

### La linea di Bartholomeus di Vultagio
Nel 1538 nasce Bartholomeus di Vultagio, antico erycino abitante tra gli antichi quartieri di San Cataldo e Sant'Antonio, il quale decise di abbandonare per un po' di tempo Erice e di trasferirsi a Calatafimi per salvarsi dalla peste che nel 1575 si era diffusa ad Erice. Dalle rilevazioni fatte dall'amministrazione comunale dell'epoca, risulta che, a Calatafimi, Bartholomeus comprò 4 case con dei terreni ed una quinta casa a due piani (con un cortile interno) per sua abitazione. Bartholomeus di Vultagio si sposò con una certa Antonina Hortenzia da cui ebbe Giovanni Battista, Giuseppe, Rocco, Vito, Antonina e Pietro. Bartholomeus morì il 30 aprile 1620 (all'età di 82 anni) e fu sepolto all'interno dell'Oratorio del Carmine.
Il 16 aprile 1600 Pietro Vultagio, che nel frattempo si era trasferito nuovamente ad Erice, figlio di Bartholomeus, sposa Vita Rossello e da questo matrimonio nasceranno vari rami: 
- Nel 1957 si crea il ramo Vultaggio Stabile[19] dalle nozze tra l'industriale oleario Pietro Vultaggio (figlio del cavaliere Francesco Vultaggio  e nipote di Pietro Vultaggio, il quale fu uno dei quattro proprietari del vecchio territorio di Purgatorio, a Trapani) e la baronessa Geppy Stabile di Monte Naone[20] (nipote dell’ammiraglio Giuseppe Stabile[21] e di Gianni Stabile, il quale contribuì alla fondazione dell’associazione Panormitan tramite cui fu fondata la Targa Florio[22], insieme all'amicoVincenzo Florio jr, i conti Tasca d'Almerita, i principi Vannucci, il marchese de Seta; invece, da parte di madre, Geppy apparteneva alla famiglia Burgarella con capostipite Agostino Burgarella Ajola che fu banchiere, armatore, imprenditore e cofinanziatore del Canale di Suez). Inoltre le due bisnonne, ramo paterno, di Geppy Stabile erano Rosa Adragna e d'Alì, dei baroni Adragna d'Altavilla e della famiglia D'Alì, e la baronessa Paolina Barberi di San Nicola, della famiglia di Luigi Barberi (archeologo, sindaco di Erice - durante il suo mandato venne rifatta tutta l'antica pavimentazione del centro storico -, cavaliere dell'ordine di Francesco I Borbone, consigliere d'Intendenza di Trapani), Alberto (nel 1859 fece realizzare un progetto per ricostruire le colonne del Duomo di Erice, dopo il rovinoso crollo), Giuseppe (capitano di giustizia di Erice nel 1790), tutti discendenti da Salvatore Barberi Merelli (sindaco di Erice nel 1779 e il cui busto marmoreo si trova nel Duomo di Erice)[23]. Tramite Salvatore Barberi e Merelli, la famiglia Stabile discendeva da quel Barnaba Giacinto Merelli (fatto marchese di Mompileri nel 1650 per gli ottimi risultati portati al Cardinale Doria, in quel tempo Viceré di Sicilia[24]) e da Laura Alliata, figlia di Giuseppe Alliata[25] (della famiglia Alliata). Secondo studi genealogici, il decimo nonno di Laura Alliata era Pietro IV di Ribagorza figlio di Giacomo II d'Aragona, re della Corona d'Aragona, re di Sicilia, Sardegna, Corsica e Maiorca.
- Il 31 ottobre 1779 Giuseppe Vultaggio sposa la cugina Maria Vultaggio. Al ramo familiare di Maria Vultaggio appartiene quel Dottor Pietro Vultaggio et Giuffrè, sacerdote nel 1653 figlio di Vincenzo di Vultaggio e Maria Giuffrè e Alessandro (discendente dal nobile Antonio Giuffrè del 1548 e da quel Giovanni Battista Giuffrè indicato come nobile, dottore e giudice civile di Erice nel 1580 circa e dal nobile Giovanni Battista Alessandro che risulta nel 1607 uno dei proprietari del feudo Castelluzzo e di Rigaletta, discendente diretto del nobile Giovanni Alessandro, cavaliere di Monte San Giuliano nel 1283). Pietro Vultaggio era fratello della suora Rosaria Vultaggio e cugino di Leonarda Caterina Vultaggio, monaca anderina di San Francesco. Componente di questo ramo è anche un altro Pietro Vultaggio e Cannizzaro Bulgarella vivente nel 1590 e discendente dal Sacerdote Giovanni Cannizzaro segnato come Domino nel 1548 e da Nicolao Cannizzaro indicato come capitano di giustizia della città di Erice nel 1511 e da Antonio Bulgarella segnato come magnifico, giurato di Erice, capitano della città di Erice negli anni 1556-59-61 e da Giovanni Bulgarella segnato come Notaio, nobile e giurato della città di Erice nel 1472 e da Filippo Bulgarella notaio nel 1430 circa. Tutti discendenti da Petrus de Vultagio, vivente nel 1553 e nato alla fine del 1400. Petrus de Vultagio figlio di Francesco de Vultagio vivente nella metà del 1400.
- Nel 1711 un altro componente di questo ramo, Biagia Ignazia Giuseppa Vultaggio (figlia di Giuliano Francesco Vultaggio)[26], si sposa con Giovanni Donato (Giovanni nipote di Antonino indicato come patrizio della città di Erice, nobile e magnifico nel 1564[27], nipote anche di Giovanni Donato più volte giurato della città di Erice e capitano della città tra il 1553 ed il 1570 e di Nicolò Donato giurato di Erice nel 1553).
- Nel 1771 un altro componente di questo ramo, Gaspare Vultaggio, sposa Giovanna Coppola, figlia del nobile Salvatore Coppola[28] e discendente dal Nobile Giacomo de Coppula[29] giurato della città di Erice negli anni 1539-1544-1552.
- Nel 1742 Vito Vultaggio sposa Giroloma Carollo[30], discendente diretta di Giovanni Andrea Lo Carollo, che nel 1500 partecipa attivamente alla vita cittadina anche come benefattore lasciando diversi suoi beni alla Confraterina di San Giovanni Battista di Erice. A questa famiglia appartengono il sacerdote Andrea Carollo del 1760[31], il Sacerdote Francesco Carollo nato nel 1788 e segnato come canonico[32], il Sacerdote Domenico Carollo nato nel 1796[33] (entrambi sepolti all'interno della Chiesa di San Giuliano con lo stemma della famiglia), Giovanni Andrea Carollo indicato il 14 agosto 1681 come soldato della milizia ordinaria di piede di rispetto (incarico che spettava a persone di rilievo della vita cittadina)[34], la Suora Giovanna Benedetta Carollo[35], Maria Carollo, suora nel 1661[36]. Giroloma era figlia di Antonino Carollo e di Chiazza, nipote del Sacerdote Don Santoro Chiazza e di Francesco di Chiazza Morana, discendente da Andrea di Murana segnato come nobile e “magnifico” nel 1590 e dal sacerdote Giovanni Morana, indicato come presbitero nel 1560 e sepolto nella Chiesa di San Giovanni[37][38][39].

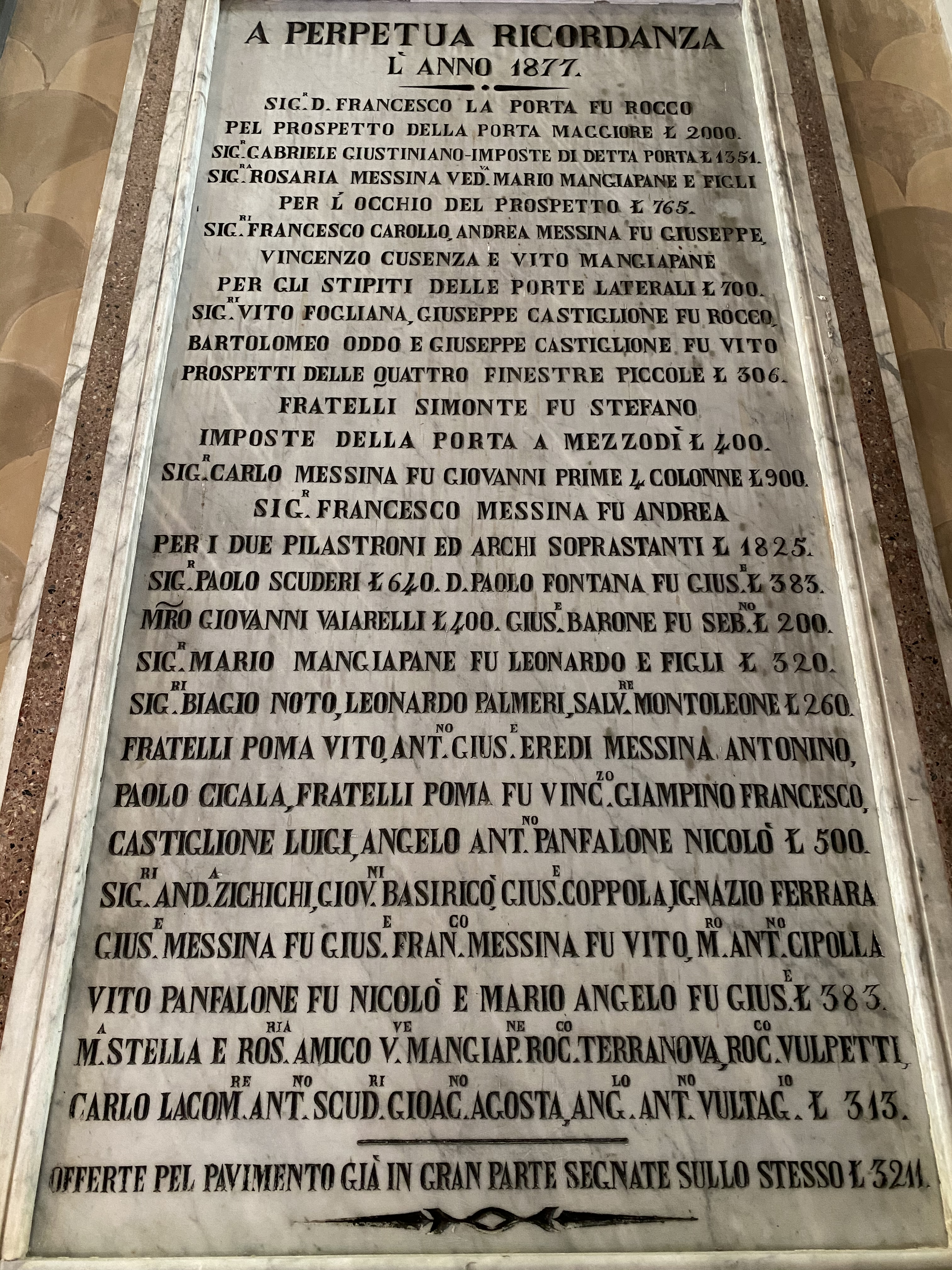
1877, Angelo Antonio Vultaggio tra i benefattori per la costruzione della Chiesa Madre di Custonaci

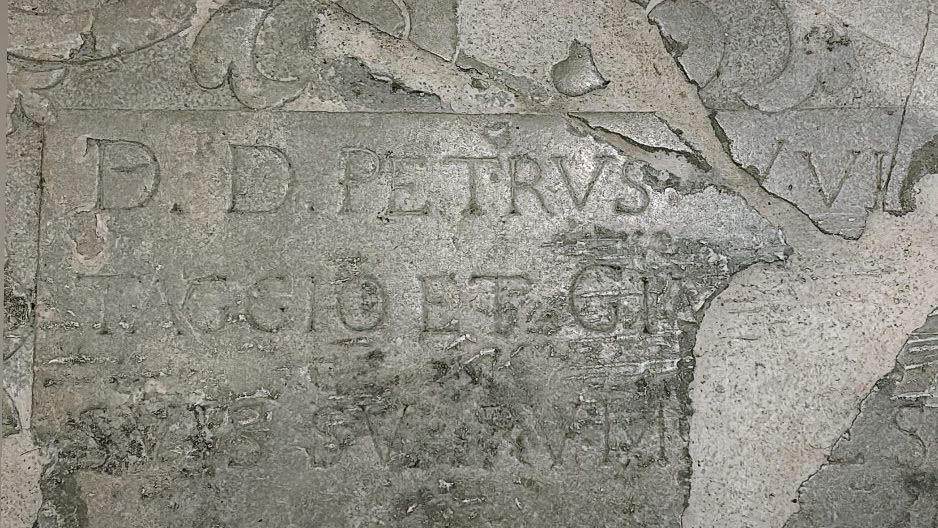
Antica iscrizione riguardante D.D. Pietro Vultaggio (nella forma arcaica latina di D.D. PETRVS VVULTAGGIO) all'interno della Chiesa di San Giuliano ed appartenente a questo ramo familiare. Nella sua lapide, il doppio stemma identifica anche la nobiltà della madre del sopradetto Petrus Vultaggio et Givffrè.

- Negli anni '40 del XIX secolo si forma il ramo Vultaggio Mangiapane con Giuseppe e Angelo Vultaggio (figli di Antonino Vultaggio e Paola Castiglione, nipote di Giovanni e Angelo Castiglione appartenenti alla “milizia di rispetto” nella metà del '600[40]). Questo ramo dei Vultaggio costruì un grandissimo baglio all'interno del feudo Sanguigno a Custonaci adesso andato perduto, ma l'Amministrazione Comunale di Custonaci dedicò una intera frazione del territorio che oggi si chiama "Baglio Vultaggio". Giuseppe ed Angelo sposarono Caterina e Mattia Mangiapane, figlie dei possidenti Alberto Francesco Giuseppe Mangiapane e di Giovanni Giuseppe Antonio Mangiapane, che, insieme ai fratelli Gaetano Ignazio Casimiro Antonio Mangiapane ed a Leonardo Casimiro Mangiapane, avevano acquisito il Feudo denominato Sanguigno (estensione di 165.74 ettari, dove erano comprese anche alcune grotte), impiantando aziende agricole e dando vita alla “Grotta Mangiapane” (del complesso delle Grotte di Scurati), inserita nel Registro delle Eredità immateriali della Sicilia. Nel libro di Vincenzo Adragna dal titolo “Erice ed il suo territorio” si legge come i Mangiapane siano, a inizio 1800, tra i 16 borghesi emergenti ad essersi divisi gli antichi feudi dei 7 patrizi Nobili proprietari del territorio di Monte San Giuliano, che dalla montagna di Erice arrivava fino a Castellammare. Inoltre, Giuseppe ed Angelo Vultaggio e Castiglione discendevano, tramite il trisnonno Vito Castiglione e Barbara[41], dal nobile cittadino Juliano de Barbara e lo Nobile[42], nipote a sua volta di Carus de Lu Nobili[43] più volte giurato di Erice e senatore della città ad inizio del 1400, figlio di Pietro Lo Nobile[44], nobile ericino del 1300. La quatrisavola materna di Giuseppe e Angelo Vultaggio era invece la nobildonna Francesca Todaro[45] discendente diretta del Magnifico nobile Giovanni Benedetto de Todaro e Palazzolo[46], consanguinei della potente famiglia dei Palizzi (famiglia) tra le più influenti nella Sicilia del XII secolo, XIII secolo e XIV secolo con capostipite Riccardo che fu condottiero della cavalleria del duca Roberto il Guiscardo attorno l'anno mille.
- Da Domenico Vultaggio, figlio di Prospero[47] (entrambi produttori di grano e proprietari di un mulino), e Rosa Palmeri, sposati nel 1916, nascerà Giuseppe Vultaggio che sposerà Marion Coco il 12 giugno 1948 a New York. Da questo matrimonio nascerà Domenick "Don" Vultaggio[48] presidente di Arizona Beverage Company. Domenick sposerà l'artista Ilene Kutner[49] ed avranno due figli: Spencer e Wesley[50]. A questo ramo familiare appartiene il militare Giuseppe Vultaggio, figlio di Prospero, del novantunesimo reggimento di artiglieria. Giuseppe morirà nel campo da battaglia il 19 febbraio 1916, durante la prima guerra mondiale per una esplosione da granata, sacrificando la sua vita.

Il 6 febbraio 1612 Vito Vultaggio (nato il 4 dicembre 1589, un altro figlio di Bartholomeus ed Antonina Ortenzia) sposa Margherita Curatolo ed in seconde nozze Angela Lo Castro il 5 settembre 1628 e da questi nasceranno altri rami:
- Cosmano Vultaggio (nato il 16 febbraio 1633) fece parte della "milizia di rispetto" (incarico che spettava a persone di rilievo della vita cittadina).
- Il 22 ottobre 1674 Pietro Vultaggio, uno dei rappresentanti di questo ramo, sposa Lucia Amico della famiglia De Amico di Monte San Giuliano. Lucia consanguinea di Francesco Amico, notaio ad Erice tra il 1660 ed il 1674, di un altro Francesco Amico notaio ad Erice tra il 1596 ed il 1627 e di Tommaso De Amico, benefattore cittadino, beneficiale della Confraternità di San Giovanni Battista nel 1568.
- Il 25 maggio 1681, Antonina Vultaggio (figlia di Bartolomeo) sposa Giovanni Battista Mazzara e Guarnotta, consanguineo del notaio Carlo Mazzara del 1600 e del nobile ericino Nicolao Guarnotta e Palazzolo vivente nel 1600, tramite cui discendeva anche dalla nobile famiglia dei Palizzi (famiglia) con Francesco II Palazzolo giurato nobile e capitano di Erice nel 1548, Giovanni Pietro Palazzolo maestro notaio e cavaliere di Re Alfonso e castellano di Erice e Riccardo Palizzi che fu condottiero della cavalleria del Duca Roberto il Guiscardo (nella seconda metà dell'anno 1000) nella conquista normanna della Sicilia.
- L' 11 giugno 1713, Francesca Vultaggio (figlia del Magistro Giuseppe Vultaggio, appartenente a questo ramo familiare) sposa Ignazio Salerno Badalucco, nipote diretto di Francesco Salerno (giudice della regia corte pretoriana nel 1609), di Nicolao Giuliano Salerno (clerico, poi sacerdote tra il 1698 ed il 1714, poi anche economo e beneficiale della Chiesa di San Rocco e Sebastiano nel 1724). Ignazio Salerno Badalucco, discendente da parte di madre da Bartolomeo Badalucco (giurato nobile di Erice nel 1506), da Cristoforo Badalucco (sacerdote nel 1556 ad Erice), da un altro Bartolomeo Badalucco (indicato come nobile ericino nel 1589) e da Giovanni Leonardo Badalucco, indicato come feudatario dei territori di Pandolfino e di Li Disi.

## Stemma
- Stemma originario dei Voltaggio (Vultabio) di Genova: Bandato di otto pezzi d'argento e d'azzurro; al capo d'oro, all'aquila nascente, coronata, di nero[3].

- Stemma dei de Vultagio (Vultaggio) di Monte San Giuliano (Erice): D'azzurro, al braccio vestito d'argento, uscente dal lato destro dello scudo, la mano di carnagione, tenente per i capelli una testa umana dello stesso, sormontato da una cometa ondeggiante in palo, accostata da due stelle, il tutto d'argento[1].